# 克朗塞
克朗塞（法語：Crancey，法語發音：[kʁɑ̃sɛ]）是法国奥布省的一个市镇，属于塞纳河畔诺让区。

## 地理
克朗塞（48°31'0"N, 3°38'19"E）面积8.81 平方千米，位于法国大東部大區奥布省，该省份为法国中北部省份，北起马恩省，西接塞纳-马恩省，西南至约讷省，东南至科多尔省，东临上马恩省。
与克朗塞接壤的市镇（或旧市镇、城区）包括：佩里尼拉罗斯、塞纳河桥村、塞纳河畔罗米伊、圣伊莱尔苏罗米伊、塞纳河畔孔夫朗、埃克拉沃勒-吕雷。

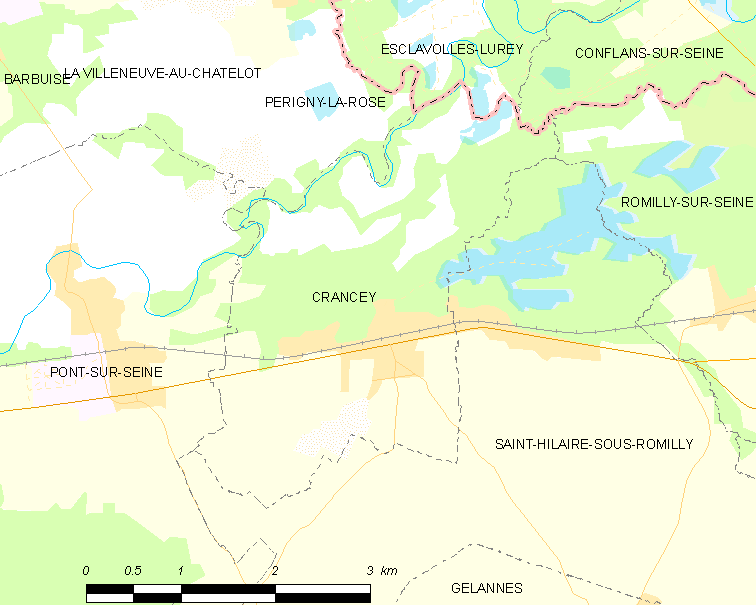
克朗塞的OSM定位图

克朗塞的时区为UTC+01:00、UTC+02:00（夏令时）。

## 行政
克朗塞的邮政编码为10100，INSEE市镇编码为10114。

## 政治
克朗塞所属的省级选区为塞纳河畔罗米伊县。

## 人口

1962-2008年间克朗塞人口变化图示

克朗塞于2022年1月1日时的人口数量为697人。